# +44
+44, prononcé Plus Forty-four, est un groupe de pop punk américain, originaire de Los Angeles, en Californie. Il est formé en 2005 par deux des membres du groupe Blink-182, le bassiste Mark Hoppus et le batteur Travis Barker. Les autres membres sont les guitaristes du groupe Mercy Killers Craig Fairbaugh et Shane Gallagher.

## Biographie

### Formation (2005)
La création de +44 est annoncée en avril 2005. Le groupe est formé par Mark Hoppus et Travis Barker, alors ex-membres du groupe Blink-182, qui vient d'annoncer une pause de durée indéterminée trois mois auparavant. Le groupe se nomme ainsi en référence à l’indicatif téléphonique international pour appeler le Royaume-Uni, où Hoppus et Barker ont discuté pour la première fois de ce projet. Ils commencent à travailler sur des chansons, intègrent des éléments non présents dans la musique de Blink-182, comme des batteries électroniques, des samples, des claviers et l'enregistrement direct par ordinateur, créant ainsi un son plus pop que celui de Blink-182.
Tandis que le travail sur les démos avance, Carol Heller, chanteuse du groupe Get the Girl est invitée par Hoppus et Barker pour l'écouter chanter. Sa performance leur plait et ils lui proposent alors d'intégrer le groupe. Le groupe, à présent composé de trois membres, continue à travailler ensemble sur d'autres chansons. La composition du groupe change encore début 2006, avec l'addition du guitariste Shane Gallagher.
Pour pouvoir progresser avec leurs démos, Barker et Hoppus achètent un studio, un évènement qui marque un tournant pour +44. Le groupe commence à travailler dans ce studio, et les éléments électroniques deviennent moins importants, mais tout en restant des éléments clés de la musique de +44. Heller pense alors qu'elle n'est plus en phase avec la direction que prend le groupe, et, s'ajoutant à son désir de fonder une famille, elle décide de quitter le groupe. Sa contribution vocale est cependant présente dans la chanson Make You Smile. Hoppus, Barker et Gallagher doivent trouver un nouveau chanteur pour les chœurs. À cet effet, le guitariste Craig Fairbaugh du groupe Mercy Killers les rejoint, complétant ainsi la formation du groupe.

### When Your Heart Stops Beating(2006–2007)
Au fur et à mesure que la date de sortie du premier album du groupe se dessine, des spéculations sur le titre de cet album commencent à circuler. Au début, il devait s’appeler Little Death, comme indiqué dans le magazine AP. Ce nom s'avère plus tard être le titre d'une des chansons de l'album. Hoppus décide finalement le titre de cet album sera When Your Heart Stops Beating, comme le premier single extrait de l'album. Les chansons No, It Isn't etLycanthrope sont diffusées sur le site du groupe début septembre 2006, Lycanthrope étant également présente sur le jeu vidéo Tony Hawk's Project 8.
Le groupe joue son premier concert le 7 septembre 2006 au Roxy Theatre à Hollywood. Il continue avec son deuxième concert et première représentation au Royaume-Uni, à la London Astoria. Avant la sortie de l'album, Hoppus déclare qu'il est satisfait de l'expérience des claviers et des éléments électroniques, particulièrement sur les chansons 155 et Weatherman, ses deux morceaux préférés de l'enregistrement. Il explique que cet album est « de loin le plus personnel qu'il a jamais écrit au point de vue des paroles » en référence directe à la séparation de Blink-182 et aux « sentiments affreux qui sont restés après ». L'album sort le 11 novembre en Australie, puis le 13 novembre en Europe et le 14 novembre en Amérique du Nord.
Pendant l'enregistrement du clip vidéo de When Your Heart Stops Beating, Travis Barker se blesse au bras, ce qui est découvert des semaines plus tard pendant la tournée promotionnelle en Europe. Cela l'oblige à renoncer aux tournées en Australie et en Europe. Le batteur Gil Sharone le remplace alors pendant ces tournées.
+44 reprend ensuite I Am One de The Smashing Pumpkins pour un hommage au groupe sur Myspace. Le groupe participe également au iTunes Foreign Exchange, en reprenant Guten Tag du groupe allemand Wir sind Helden avec une traduction des paroles en anglais. De son côté, Wir sind Helden reprend When Your Heart Stops Beating en allemand, ce qui donne Wenn Dein Herz zu Schlagen Aufhört. En 2007, +44 met en place le Honda Civic Tour avec Fall Out Boy, The Academy Is..., Paul Wall et Cobra Starship. Pendant la tournée, ils se sont filmés pour le clip de leur prochain single 155. Sur cette tournée, Victoria Asher de Cobra Starship chante sur Make You Smile, et le groupe commence à jouer pendant leur concert trois chansons de Blink-182, Dammit, The Rock Show et What's My Age Again?.

### Dernières activités et pause (2007–2009)
Le 23 octobre 2007, Mark Hoppus annonce que +44 a officiellement signé avec le label Interscope pour commencer l'enregistrement d'un deuxième album. Cependant, l'album prend du retard, et le 9 avril 2008, Hoppus annonce que ce retard est dû au manque de fonds du label. Le 25 mai, il explique que l'album était toujours en pré-production. Le 30 juillet, Metromix interview Barker pour parler de son album solo, Give The Drummer Some. Questionné sur +44, il répond qu'« ils seraient plus actif après qu'il aura terminé son album et après que Hoppus ait fini de produire les deux albums qu'il produisait cette année ». Le 19 septembre, Travis Barker se blesse dans le crash de son jet privé peu après son envol de l´aéroport de Columbia en Caroline du Sud. Sur les six passagers (pilote et copilote compris), seuls Barker et DJ Am s'en sortent vivants, avec tout de même de graves brûlures.
Dans une interview avec MTV, le 19 janvier 2009, Hoppus déclare qu'il travaille sur des chansons pour un album solo, avec dix chansons à plusieurs niveaux d'achèvement. Pendant l'interview, il ne confirme ni affirme la séparation de +44, malgré le non avancement du deuxième album. Cependant, le 8 février, il est annoncé que le groupe de Hoppus et Barker, Blink-182, se reforme, mettant un point d'arrêt à +44.
Dans une interview accordée au magazine Alternative Press le 19 février, Hoppus déclare à propos de +44 qu'« il ne considère pas le groupe comme terminé mais que pour l'avenir proche, leur énergie est dépensée pour Blink-182 ». Dans le même sens, dans une interview avec Blunt Magazine en mars, Hoppus répond qu'« il pense que le groupe va continuer, qu'il voudrait refaire un autre album avec Shane Gallagher et Craig Fairbaugh, mais que pour le moment ils (lui et Barker) se concentrent sur Blink-182 ». Finalement, le groupe s'est depuis arrêté et le deuxième album annoncé n'est jamais paru.
En 2011, leur unique album When Your Heart Stops Beating est réédité en vinyle bleu et blanc, correspondant aux couleurs de la pochette de l'album.

## Membres

### Derniers membres
- Mark Hoppus - basse, chant (2005-2009)
- Travis Barker - batterie, percussions, claviers (2005-2009)
- Shane Gallagher - guitare, chœurs (2006-2009)
- Craig Fairbaugh - guitare, chant (2006-2009)

### Ancien membre
- Carol Heller - chant (2005)

### Membre de tournée
- Gil Sharone - batterie, percussions (2006–2007, remplacera Barker quand il était blessé au bras)

## Discographie

### Singles
- 2006 : Lycanthrope (Royaume-Uni uniquement)
- 2006 : When Your Heart Stops Beating

### Singles promotionnels
- 2005 : No, It Isn't  (démo format CD)
- 2006 : Cliff Diving  (format vinyle 7")
- 2006 : Lycanthrope (format vinyle 7")

### Apparitions
- 2006 : Christmas Vacation, sur la compilation Kevin and Bean's Super Christmas
- 2006 : When Your Heart Stops Beating, sur la compilation MTV Presents Laguna Beach: Summer Can Last Forever
- 2007 : I Am One, sur la compilation MySpace Tribute to The Smashing Pumpkins
- 2007 : Baby Come On (Acoustic), sur la compilation Punk Goes Acoustic 2

### Clips vidéos
- 2006 : When Your Heart Stops Beating (réalisé par Liz Friedlander, Sheli Jury)
- 2006 : Chapter 13 (réalisé par Jason Bergh, Jon Marc Sandifer)
- 2007 : 155 (réalisé par Haven)

### Téléchargements
- Guten Tag, reprise de Wir sind Helden pour le iTunes Foreign Exchange
- Session live pour AOL Sessions EP (iTunes)
- Lycanthrope, contenu téléchargeable pour le jeu vidéo Guitar Hero World Tour